# Rat čimpanza u Gombeu
Rat čimpanza u Gombeu bio je nasilni sukob između dviju zajednica čimpanza u Nacionalnome parku Gombe Stream, Tanzanija koji je trajao od 1974. do 1978. godine. Obje zaraćene skupine nekoć su zajedno bile dio zajednice Kaskala. Do 1974. godine istraživačica Jane Goodall primijetila je razdvajanje zajednice. Tijekom osam mjeseci, velika skupina se razdvojila od ostatka zajednice na južnome području zajednice Kasakela. Ta skupina nazvana je Kahama. Zajednicu Kahama činili su šest mužjaka, tri ženki i njihova mladunčad. U zajednici Kaskala ostala su osam mužjaka, dvanaest žena i njihova mladunčad. 
Tijekom četverogodišnjega sukoba, svi mužjaci zajednice Kahama su ubijeni, čime je došlo do prestanka postojanja zajednice Kahama. Nakon toga pobjednička zajednica Kasakela proširila je svoj teritorij, no s novodobivenoga teritorija ih je kasnije rastjerala druga zajednica čimpanza.

## Pozadina
Prije četverogodišnjega rata i prije nego što je bio nacionalni park, Nacionalni park Gombe Stream se zvao Istraživački centar Gombe Stream (engleski: Gombe Stream Research Centre) Nacionalni park nalazi se u donjem dijelu doline Kakombe te je poznat po svojima mogućnostima istraživanja primata koje je prva iskoristila direktorica istraživačkoga centra Jane Goodall. Samu lokaciju čine strme padine šuma koje se izdižu iznad doline vodotoka sa šumama. Izraz Kasakela odnosi se na jedno od tri istraživačka područja u središnju doline, gdje se Kasakela nalazi na sjeveru, a Kakombe i Mkenke na jugu. Dokazi o teritorijalnosti prvi puta su dokumentirani kada je Goodall pratila čimpanze tijekom hranjenja, primjećujući njihovo agresivno teritorijalno ponašanje; međutim ona nije predvidjela nadolazeći sukob.
Nakon razdvajanja zajednice Kasakela, novoformiranu zajednicu Kahama vodili su braća Hugh i Charlie, a ostali mužjaci koji su bili članovi zajednice bili su Godi, De, Goliath i mladi Sniff. Mužjaci koji su bili članovi zajednice Kasakela bili su: alfa mužjak Mike, Satan, Sherry, Evered, Rodolf, Jomeo, Figan, i Humphrey.

## Rat
Prvu krv prolila je zajednica Kasakela 7. siječnja 1974. godine kada je skupina šest Kasakela mužjaka čiji su članovi bili: Humphrey, Figan, Jomeo, Sherry, Evered i Rodolf, napala u zasjedi izoliranoga mužjaka Godi iz zajednice Kahama dok je jeo na drvetu. Ovo je bio prvi puta kada je viđeno kako jedna čimpanza namjerno ubija drugu čimpanzu. Nakon što su ubili Godija, pobjedničke čimpanze neobuzdano su slavile, bacajući i vukući grane, popraćeno krikovima i vriscima. 
Nakon što je Dani ubijen, iduće ubijene čimpanze bile su Dé i Hugh. Nakon njih ubijen je i stari Goliath koji je bio u relativnim prijateljskim odnosima sa susjednom Kasakela zajednicom tijekom ubojstava. Međutim, njegova dobrota nije bila uzvraćena te je i on ubijen. Samo su tri Kahama mužjaka preostala: Charlie, Sniff, i Willy Wally koji je bolovao od dječje paralize. Charlie je bio iduća žrtva ubojstva, bez mogućnosti da neprijatelju uzvrati udarac. Nakon njegove smrti, Willy Wally je nestao i nikad više nije pronađen. Preostali mužjak zajednice Kahama, mladi Sniff, uspio je preživjeti više od godinu dana.  Neko se vrijeme činilo da je možda pobjegao nekoj drugoj zajednici ili da je ponovno primljen u zajednicu Kasakela, no nije bio te sreće. Njega je također ubila zajednica Kasakela. Od ženki iz zajednice Kahama, jedna je ubijena, dvije su nestale, a tri su pretučene te su ih oteli mužjaci Kasakela zajednice. Poslije tih događaja zajednica Kasakela uspješno je zauzela bivši teritorij zajednice Kahama.
Ovi teritorijalni dobitci nisu bili trajni. Pošto je zajednica Kahama nestala, sada je zajednica Kasakela graničila sa zajednicom Kalande. Zajednica Kasakela brzo se odrekla većinu svojega novoga teritorrija zbog superiorne snage i broja članova zajednice Kalande, te zbog nekoliko nasilnih graničnih sukoba. Nadalje, kada se zajednica Kasakela vratila na sjever, maltretirala ih je zajednica Mitumba furažera čiji je broj članova bio veći od broja članova Kasakela zajednice. Nakon nekoga vremena neprijateljstva su zamrla i uspostavljeno je redovno stanje.

## Posljedice na Goodall
Izbijanje rata bio je uznemirujući šok za Godall koja je ranije smatrala da su čimpanze, premda slične ljudima, „ljubaznije” u ponašanju. Ovaj rat s opažanjem kanibalističkoga infanticida kojega je počinila ženka koja je bila visoko cijenjena unutar svoje zajednice, prvi puta je Godalli otkrio „mračnu stranu” ponašanja čimpanza. Ovi događaju su je jako uznemirili, u svome memoaru Through a Window: My Thirty Years with the Chimpanzees of Gombe napisala je:

## Nasljeđe
Kada je Goodall izvijestila o događajima rata u Gombeu, njen iskaz o prirodnome ratu između čimpanza nije bio univerzalno prihvaćen. U to vrijeme, znanstveni modeli čovjekovoga i životinjskoga ponašanja nikada se nisu preklapali. Neki znanstvenici su ju optužili za pretjerani antropomorfizam; drugi su sugerirali da je njena prisutnost i praksa hranjenja čimpanzi, stvorila nasilni sukob u prirodnome mirnome društvu. Međutim, kasnija istraživanja koja su koristila manje intruzivne metode potvrdile su da društvo čimpanza, u njihovome prirodnome stanju, vode rat. Studija objavljena 2018. godine u American Journal of Physical Anthropology-u zaključila je da je rat u Gombeu najvjerojatnije nastao kao posljedica borbe za vlast između tri visoka cijenjena muška člana zajednice koju je pogoršala neobična oskudica plodnih ženki.

## Daljnje čitanje
- Goodall, Jane. 1986. The chimpanzees of Gombe: patterns of behavior. Belknap Press of Harvard University Press. ISBN 9780674116498